# 석출
석출(析出,Eduction)은 결정형 고체가 녹은 용액에서 결정이 만들어지는 것을 가리키는 단어로 화합물을 분석한 뒤 어떤 물질을 분리, 분석해내는 것을 말한다.

## 석출
액체 속에서 고체가 생김. 또는 그런 현상. 높은 온도의 용액을 냉각하여 용질 성분이 결정이 되어 나오는 경우, 전기 분해로 금속이 전극에 부착되는 경우 따위를 이른다.

## 같이 보기
- 추출
- 생성물